# Moneydie

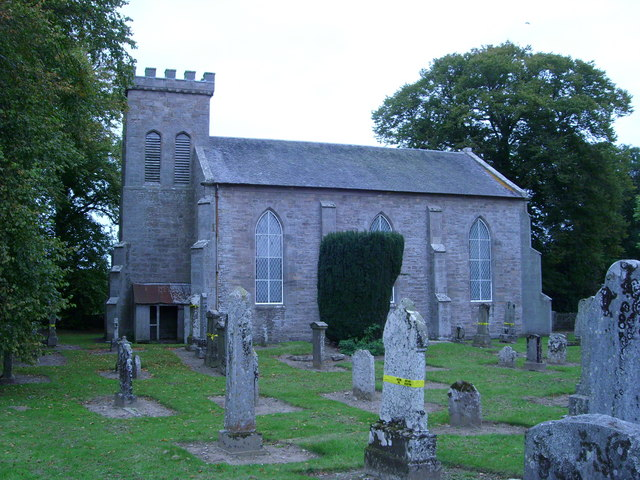
Kirche und Friedhof von Moneydie

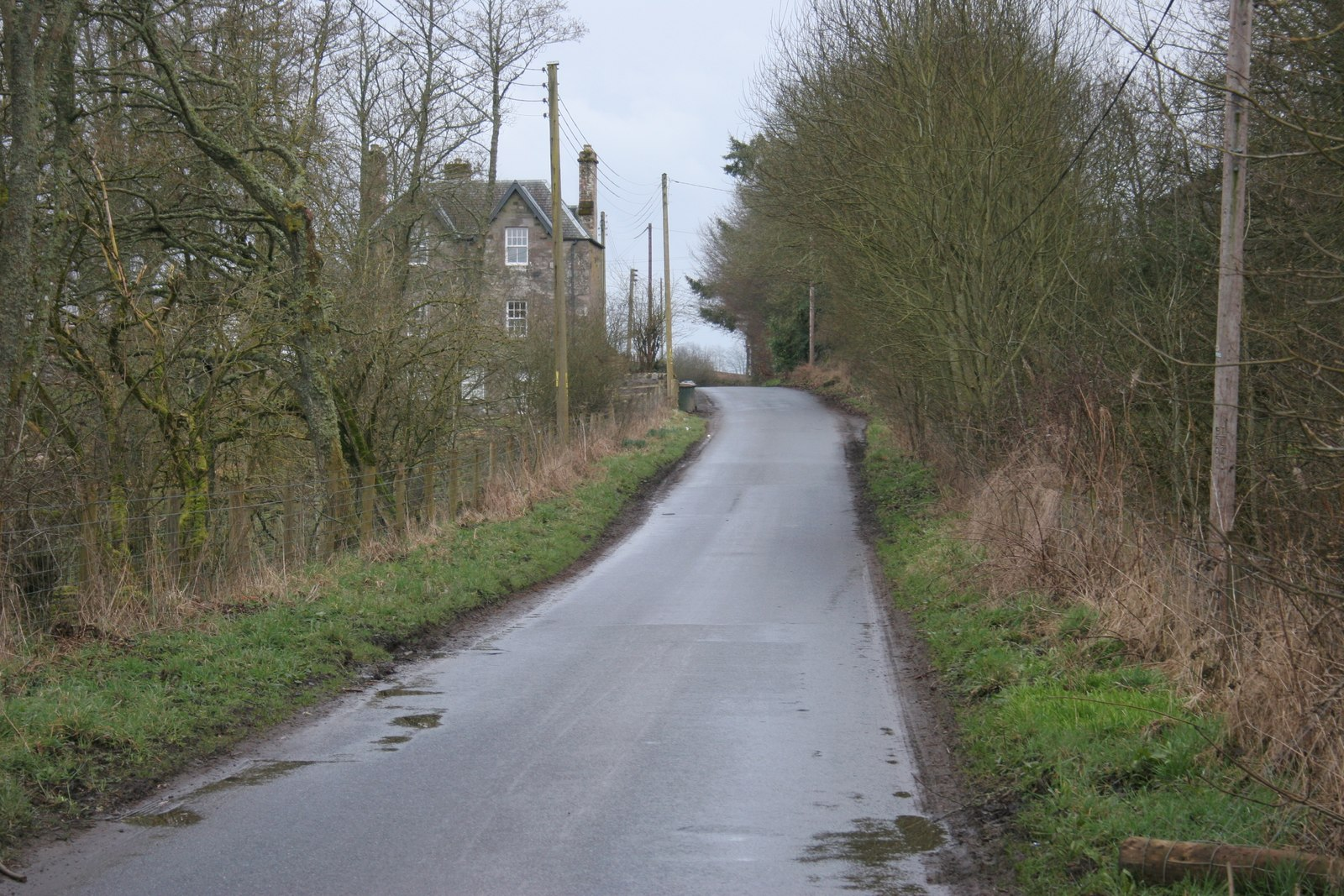
Ortseinfahrt von Norden

Moneydie ist eine kleine Ortschaft, die im Norden von Schottland nordwestlich von Perth in der Region Perth and Kinross liegt. Im Rahmen der historischen Gliederung Schottlands in Civil Parishes bildet es den Hauptort einer gleichnamigen Einheit, die zu Perthshire gehörte.

## Geographie
Moneydie liegt, etwa 8 Kilometer von Perth entfernt, in einer dünn besiedelten, landwirtschaftlich geprägten und weitgehend ebenen Gegend. Nördlich des Ortes fließt in östlicher Richtung der Bach Shochie Burn, der, nach wenigen Kilometern, bei Luncarty in den Tay mündet. Durch Moneydie verläuft eine Nebenstraße, die Bankfoot im Norden mit Pitcairngreen und Almondbank im Süden verbindet. Unmittelbar südlich des Ortes kreuzt sie die B8063, die von Luncarty im Osten nach Crieff im Westen führt.

## Historisch Bedeutsames
In Moneydie stehen zwei Bauwerke, die als Listed Building der Kategorie B ausgewiesen wurden. Geschützt sind die Kirche Moneydie Parish Church mit dem angrenzenden Friedhof sowie das zugehörige Pfarrhaus.